# Marburg Open 2013
Il Marburg Open 2013 è stato un torneo di tennis facente parte della categoria ATP Challenger Tour nell'ambito dell'ATP Challenger Tour 2013. È stata la 4ª edizione del torneo che si è giocata a Marburgo in Germania dal 24 al 30 giugno 2013 su campi in serie regolari e aveva un montepremi di €30,000+H.

## Partecipanti singolare

### Teste di serie
| Nazionalità | Giocatore             | Ranking* | Testa di serie |
| ----------- | --------------------- | -------- | -------------- |
| Spagna      | Rubén Ramírez Hidalgo | 125      | 1              |
| Argentina   | Diego Schwartzman     | 137      | 2              |
| Cile        | Paul Capdeville       | 148      | 3              |
| Germania    | Simon Greul           | 155      | 4              |
| Francia     | Josselin Ouanna       | 162      | 5              |
| Paesi Bassi | Jesse Huta Galung     | 167      | 6              |
| Slovacchia  | Andrej Martin         | 169      | 7              |
| Kazakistan  | Andrej Golubev        | 172      | 8              |

- Ranking al 17 giugno 2013.

### Altri partecipanti
Giocatori che hanno ricevuto una wild card:
- Andreas Beck
- Julian Lenz
- Maximilian Marterer
- Dominik Schulz

Giocatori che sono passati dalle qualificazioni:
- Yannick Hanfmann
- Kristijan Mesaroš
- Stefan Seifert
- Aleksej Vatutin

Giocatori che hanno ricevuto un entry come special exempt:
- Norbert Gombos

## Partecipanti doppio

### Teste di serie
| Nazionalità | Giocatore         | Nazionalità   | Giocatore      | Ranking* | Testa di serie |
| ----------- | ----------------- | ------------- | -------------- | -------- | -------------- |
| Italia      | Stefano Ianni     | Taipei cinese | Lee Hsin-han   | 257      | 1              |
| Paesi Bassi | Jesse Huta Galung | Australia     | Jordan Kerr    | 286      | 2              |
| Filippine   | Ruben Gonzales    | Taipei cinese | Peng Hsien-yin | 349      | 3              |
| Italia      | Alessandro Motti  | Italia        | Matteo Volante | 400      | 4              |

- Ranking al 17 giugno 2013.

### Altri partecipanti
Coppie che hanno ricevuto una wild card:
- Jannis Kahlke /  Tadej Turk
- Jan Beusch /  Lazar Magdincev
- Nils Langer /  Marko Zelch

## Vincitori

### Singolare
Andrej Golubev ha battuto in finale  Diego Schwartzman con il punteggio di 6–1, 6–3

### Doppio
Andrej Golubev /  Evgenij Korolëv hanno battuto in finale  Jesse Huta Galung /  Jordan Kerr con il punteggio di 6–3, 1–6, [10–6]